# Michael T. Ullman
Michael T. Ullman (San Francisco, Kalifornia, 1962. július 29. –) amerikai idegtudós, kutatási területe az emlékezet, a nyelv és az agyi működések kapcsolata. Nevéhez köthető a nyelv deklaratív/procedurális modellje, mely nagy hatást gyakorol a pszicholingvisztikára és a kognitív idegtudományra.

## Életrajza
Ullman a kaliforniai San Franciscóban született 1962-ben.  Középiskolai tanulmányait az International High School of San Francisco-ban és a Lowell High School  -ban végezte 1976 és 1980 között. Bachelor diplomáját a Harvard Egyetemen szerezte 1988-ban, PhD fokozatát a Massachusetts Institute of Technology-n szerezte 1993-ban. Ullman jelenleg a Georgetown University professzora, Dolgozik az Idegtudományi Tanszéken (Georgetown University Medical Center), a Nyelvészeti Tanszéken, a Neurológiai Tanszéken és a Pszichológiai Tanszéken. A Brain and Language Lab alapító igazgatója, a Center for the Brain Basis of Cognition alapító társigazgatója, és a Georgetown Cognitive Neuroscience EEG/ERP Center alapító igazgatója. 2005-ben az American Psychological Society Observer vezető kolumnistája volt.